# 孝靈天皇
孝靈天皇（日语：／ Kōrei Tennō）為日本第七代天皇，其在《日本書紀》中被稱作大日本根子彦太瓊尊，在《古事記》裡則名為大倭根子日子賦斗邇。身為闕史八代中第六位天皇，其生平幾無法考證。

## 歷史與傳說
大日本根子彥太瓊尊是孝安天皇的獨子，母親是孝昭天皇孫女—孝安天皇皇后押媛。其父帝孝安天皇在位第76年正月，立26歲的大日本根子彥國牽尊為太子。在位第102年正月，孝安天皇崩御，同年九月葬於玉手丘上陵。三個月後太子遷都黑田廬戶宮。　
隔年正月，太子登基為皇位，是為大日本根子彥太瓊天皇（即孝靈天皇）。天皇在位第二年立細媛命為皇后，與其生有一子，即日後的孝元天皇大日本根子彥國牽尊。
孝靈天皇在位第36年春，立彥國牽尊為太子；在位第76年二月孝靈天皇駕崩，享壽127歲。